# アラーの使者
『アラーの使者』 (アラーのししゃ) は、日本の連続テレビ映画。主演：千葉真一、監督：近藤竜太郎、制作：東映テレビ・プロダクション・NETテレビ。本放送は1960年7月7日から同年12月27日まで、全26話がモノクロ・アナログ放送で放映された。

## 解説
連続テレビ映画『新 七色仮面』の後枠で、引き続き主演を千葉真一、原作を川内康範にて放映された変身ヒーロー・冒険活劇。オープニングのクレジットタイトルで「アラーの使者」に出演者を「?」と表記されているが、実際には「アラーの使者」の正体たる「鳴海五郎」役の千葉がコスチュームを着用して演じている。設定上の国家である「カバヤン王国」、および登場人物の「ココナツ王子」「マミイ」のネーミングは、番組スポンサーであるカバヤ食品の社名とその当時の主力商品だった「カバヤココナツキャラメル」、「マミービスケット」から取ったものである。
川内原作による1972年の連続テレビ映画『愛の戦士レインボーマン』は本作品を土台にして執筆された作品である。本作品のポジフィルムの現存状況について、東映に保存が確認されているのは第1話「恐怖の紅とかげ」のみとされており、東映チャンネルで不定期に放映されている。ほか東映特撮BBにて配信されており、このほか第1話のオープニングが1985年発売の「TVヒーロー主題歌全集1」、1995年・2002年発売の「東映TV特撮主題歌大全集VOl.1」のLD・DVDに収録されている。他に1985年発売の「東映怪人怪獣大百科 怪人篇」に第13話のオープニングが断片ながら収録されている。しかし実際には最終回のフィルムが全篇あるいは部分的に残されているらしく、1980年代にフジテレビで放送されていたバラエティ番組『欽ドン!良い子悪い子普通の子』の中で、アラーの使者が別れを告げて去っていく場面が紹介されている。
2020年1月8日にベストフィールドより『往年の傑作テレビ映画 第1話特集』として「丸出だめ夫」・「アタック拳」と共に保存が確認されている第1話を収録したデジタルリマスター版のDVDが発売された。
全26話分が収録されたDVD、ブルーレイの発売はされていない。

## あらすじ
中近東にあるカバヤン王国の王位後継者、ココナツ殿下とその妹マミイは、隠された王国の秘宝を探していた。財宝の隠し場所は4枚の地図に記されている。二人が財宝を狙う紅蜥蜴団に襲われ絶体絶命の危機に陥ったとき、白ターバンに白覆面の正義の味方“アラーの使者”が現れた！

## キャスト
レギュラー
- 千葉真一 - 鳴海五郎（なるみ ごろう、私立探偵）/ アラーの使者
- 金子昭雄 - ココナツ殿下 (カバヤン王国の後継者)
- 一条由美 - マミイ (ココナツ殿下の妹)
- 大前均 - 伊集院博士

第1話ゲスト
- 小塚十紀雄 - 上田博士
- 有馬新二 - 山村奈良吉
- 桜井悦子 - 上田睦子
- 細川直也 - 大谷警部
- 松山浩二 - 八東根竜助
- 水島京子 - 山村美智
- 岡田みどり - 山村京子
- 菅原壮男 - 山村正明
- 大久保達也 - トンガレン
- 穂高稔 - 加藤刑事
- 佐久間聰 - 宮本刑事
- 稲植徳子 - スチュワーデス
- 井上田鶴 - 小西良子
- 曙三四郎 - 千松昌太郎
- 斉藤邦唯 - 宇野刑事
- 福島亨 - 紅とかげ団一号
- 青木忠雄 - 同二号
- 成瀬達也 - 同三号
- 武藤周作 - 同四号
- 石川治一 - 同五号
- 岡島泰次郎 - 同六号

## 放送リスト
1. 恐怖の紅とかげ[8]
2. 襲いくる強敵
3. 悪魔の囁き
4. 地獄への招待状
5. 恐るべき罠
6. 卑怯なる陰謀
7. 幽鬼の呪い
8. 戦慄の魔人館
9. 闇に光る眼
10. 奇怪なる謎
11. その仮面を剥げ
12. 蕃族の挑戦
13. 砂漠の凱歌
14. 吸血鬼の挑戦
15. 新たなる魔手
16. 第三の強敵
17. 大いなる謎
18. 果てしなき謎
19. 影なき男
20. 悪魔の挑戦
21. 地獄の呪い
22. 恐るべき策略
23. 幽鬼の巣窟
24. 妖魔の哄笑
25. 卑怯なる罠
26. 戦慄の大仮面

## スタッフ
※第1話『恐怖の紅とかげ』の制作陣
- 監督 : 近藤竜太郎
- 企画 : 佐藤正道・松丸青史
- 原作 : 川内康範
- 脚本 : 松原佳成
- 撮影 : 塩田繁太郎
- 照明 : 松原省志郎
- 美術 : 鳥居塚誠一
- 音楽 : 西山登
- 編集 : 大谷睦夫
- 録音 : 丸山国衛
- 効果 : 角田陽次郎
- 撮影助手 : 石井寛
- 照明助手 : 高橋繁夫
- 録音助手 : 木村哲人
- 美術助手 : 山岸弘
- 美粧 : 明石淳一
- 衣裳 : 天城将晴
- 装飾 : 荒木清
- 装置 : 宮下幸夫
- 進行 : 明丸貞雄

## 主題歌
- オープニング : 「アラーの使者」
  - 歌 : 東芝児童合唱団
  - 作詞 : 川内康範、作曲 : ジョージ・M・リード[注釈 1]
- エンディング ： 「手のひらに何はなくとも」
  - 歌 : 峰悠二
  - 作詞 : 川内康範、作曲 : ジョージ・M・リード

## 漫画
九里一平による漫画が『冒険王』に連載され、2010年に単行本が刊行された。水野英子によっても執筆されている。